# 拉奎瓦 (新墨西哥州聖菲縣)
拉奎瓦（英語：La Cueva）是位於美國新墨西哥州聖菲縣的普查規定居民點。

## 人口
根據2020年美國人口普查的數據，拉奎瓦的面積為2.20平方千米，皆為陸地。當地共有人口473人，而人口密度為每平方千米215人。